# Heath Evans
Bryan Heath Evans (30 de dezembro de 1978, West Palm Beach, Flórida) é um ex-jogador profissional de futebol americano que atuava como fullback na National Football League.